# Persone di nome Gustavo/Calciatori
| Questa pagina contiene informazioni ricavate automaticamente dalle voci biografiche con l'ausilio del template Bio e di un bot. L'aggiornamento è periodico e automatico e ricostruisce completamente la pagina. Se manca una persona in questa lista, sei pregato di non aggiungerla, ma accertati piuttosto che la sua voce biografica contenga il template Bio e che i dati anagrafici siano correttamente compilati. Se il template Bio manca, inseriscilo tu stesso o, in alternativa, metti l'avviso {{tmp\|Bio}} che ne segnala la mancanza. Se i dati riportati sono sbagliati, correggi direttamente la voce biografica; le modifiche saranno visibili in questa lista entro pochi giorni. Per chiarimenti vedi il progetto antroponimi. La lista contiene solo le 121 persone che sono citate nell'enciclopedia e per le quali è stato implementato correttamente il template Bio. Pagina aggiornata al 22 lug 2025. |

Questa è una lista di persone presenti nell'enciclopedia che hanno il nome Gustavo e sono calciatori.

## A(9)
- Gustavo Abregú, calciatore argentino (San Miguel de Tucumán, n. 1997)
- Gustavo Alles, calciatore uruguaiano (Montevideo, n. 1990)
- Gustavo Almada, calciatore boliviano (Itauguá, n. 1994)
- Gustavo Henrique Alves Rodrigues, calciatore brasiliano (Edéia, n. 1999)
- Gustavo Apis, calciatore brasiliano (Nova Iguaçu, n. 1999)
- Gustavo Aprile, calciatore uruguaiano (Montevideo, n. 1988)
- Gustavo Assunção, calciatore brasiliano (San Paolo, n. 2000)
- Gustavo Sá, calciatore portoghese (Póvoa de Varzim, n. 2004)
- Gustavo Sauer, calciatore brasiliano (Joinville, n. 1993)

## B(9)
- Gustavo Balugano, ex calciatore argentino (Zárate, n. 1966)
- Gustavo Barreto, calciatore brasiliano (Nova Prata, n. 1995)
- Gustavo Blanco Leschuk, calciatore argentino (Las Heras, n. 1991)
- Gustavo Blanco, calciatore brasiliano (Salvador, n. 1994)
- Gustavo Boccoli, ex calciatore brasiliano (San Paolo, n. 1978)
- Gustavo Bolívar, ex calciatore colombiano (Apartadó, n. 1985)
- Gustavo Bou, calciatore argentino (Concordia, n. 1990)
- Gustavo Busatto, calciatore brasiliano (Arroio do Tigre, n. 1990)
- Gustavo Tocantins, calciatore brasiliano (Gurupi, n. 1996)

## C(15)
- Gustavo Caballero, calciatore paraguaiano (San Lorenzo, n. 2001)
- Gustavo Cabral, calciatore argentino (Isidro Casanova, n. 1985)
- Gustavo Cabrera, ex calciatore guatemalteco (Città del Guatemala, n. 1979)
- Gustavo Campanharo, calciatore brasiliano (Caxias do Sul, n. 1992)
- Gustavo Canto, calciatore argentino (Saldán, n. 1994)
- Gustavo Carrer, calciatore e allenatore di calcio italiano (Riva di Trento, n. 1885 - Solbiate Olona, † 1968)
- Gustavo Carvajal, calciatore colombiano (Padilla, n. 2000)
- Gustavo Cascardo, calciatore brasiliano (Mogi das Cruzes, n. 1997)
- Gustavo Colman, ex calciatore argentino (Pilar, n. 1985)
- Gustavo Cortez, calciatore ecuadoriano (Quinindé, n. 1997)
- Gustavo Bochecha, calciatore brasiliano (Duque de Caxias, n. 1996)
- Gustavo Coutinho, calciatore brasiliano (Rio de Janeiro, n. 1999)
- Gustavo Cristaldo, calciatore paraguaiano (Caacupé, n. 1989)
- Gustavo Culma, ex calciatore colombiano (Ortigal, n. 1993)
- Gustavo Cuéllar, calciatore colombiano (Barranquilla, n. 1992)

## D(12)
- Gustavo Dalsasso, ex calciatore argentino (Villa Regina, n. 1976)
- Gustavo Dalto, ex calciatore uruguaiano (Pando, n. 1963)
- Gustavo De Simone, ex calciatore uruguaiano (n. 1948)
- Gustavo Del Prete, calciatore argentino (Cipolletti, n. 1996)
- Gustavo Dulanto, calciatore peruviano (Lima, n. 1995)
- Gustavo Nery, ex calciatore brasiliano (Nova Friburgo, n. 1977)
- Klismahn, calciatore brasiliano (Santana do Araguaia, n. 1999)
- Lucas Piazon, calciatore brasiliano (San Paolo, n. 1994)
- Gustavo Vagenin, calciatore brasiliano (San Paolo, n. 1991)
- Gustavo da Silva Cunha, calciatore brasiliano (San Paolo, n. 1999)
- Gustavo Henrique da Silva Sousa, calciatore brasiliano (Registro, n. 1994)
- Gustavo de la Parra, ex calciatore spagnolo (Madrid, n. 1975)

## E(2)
- Gustavo Eberto, calciatore argentino (Paso de los Libres, n. 1983 - Buenos Aires, † 2007)
- Gustavo Ermel, calciatore brasiliano (Novo Hamburgo, n. 1995)

## F(10)
- Gustavo Falchero, calciatore e allenatore di calcio italiano
- Gustavo Fernández, ex calciatore uruguaiano (n. 1952)
- Gustavo Martín Fernández, calciatore argentino (Concordia, n. 1990)
- Gustavo Ferrareis, calciatore brasiliano (Lençóis Paulista, n. 1996)
- Gustavo Ferreyra, ex calciatore uruguaiano (Montevideo, n. 1972)
- Gustavo Figueroa, ex calciatore ecuadoriano (Santa Ana, n. 1978)
- Gustavo Fiorini, calciatore e allenatore di calcio italiano (Budrio, n. 1919)
- Gustavo Francesconi, calciatore italiano (Milano, n. 1900)
- Gustavo Franchin Schiavolin, ex calciatore brasiliano (Campinas, n. 1982)
- Gustavo Scarpa, calciatore brasiliano (Campinas, n. 1994)

## G(6)
- Gustavo Garcia, calciatore brasiliano (San Paolo, n. 2002)
- Gustavo Gay, calciatore italiano (Vercelli, n. 1899 - Milano, † 1966)
- Gustavo Giagnoni, calciatore e allenatore di calcio italiano (Olbia, n. 1933 - Folgaria, † 2018)
- Gustavo González, ex calciatore peruviano (Iquitos, n. 1964)
- Gustavo Gotti, calciatore argentino (Córdoba, n. 1993)
- Gustavo Gómez, calciatore paraguaiano (San Ignacio, n. 1993)

## H(5)
- Gustavo Hamer, calciatore brasiliano (Itajaí, n. 1997)
- Gustavo Hauser, calciatore italiano (Milano, n. 1891 - † 1969)
- Gustavo Hebling, calciatore brasiliano (Piracicaba, n. 1996)
- Gustavo Mosquito, calciatore brasiliano (Campo Largo, n. 1997)
- Gustavo Albarracín, calciatore argentino (Las Varillas, n. 2006)

## L(4)
- Gustavo Lazzaretti de Araújo, ex calciatore brasiliano (Curitiba, n. 1984)
- Gustavo Lillo, ex calciatore argentino (Mendoza, n. 1973)
- Gustavo Lombardi, ex calciatore argentino (Rosario, n. 1975)
- Gustavo Lorenzetti, ex calciatore argentino (Rosario, n. 1985)

## M(10)
- Gustavo Machado, calciatore argentino (Lanús, n. 2001)
- Gustavo Maia, calciatore brasiliano (Brasilia, n. 2001)
- Gustavo Mantuan, calciatore brasiliano (Santo André, n. 2001)
- Gustavo Marins, calciatore brasiliano (Goiânia, n. 2002)
- Gustavo Marmentini, calciatore brasiliano (Cascavel, n. 1994)
- Gustavo Martins, calciatore brasiliano (Niterói, n. 2002)
- Gustavo Mencia, calciatore paraguaiano (Alto Paraná, n. 1988)
- Gustavo Méndez, ex calciatore uruguaiano (Montevideo, n. 1971)
- Gustavinho, calciatore brasiliano (Juiz de Fora, n. 2001)
- Gustavo Moscoso, ex calciatore cileno (Valdivia, n. 1955)

## N(5)
- Gustavo Neffa, ex calciatore paraguaiano (Asunción, n. 1971)
- Gustavo Nonato, calciatore brasiliano (San Paolo, n. 1998)
- Daniel Noriega, ex calciatore venezuelano (Puerto Ordaz, n. 1977)
- Gustavo Nunes, calciatore brasiliano (São Vicente do Sul, n. 2005)
- Gustavo Veronesi, ex calciatore brasiliano (Alagoinhas, n. 1982)

## O(1)
- Gustavo Oberman, ex calciatore argentino (Quilmes, n. 1985)

## P(7)
- Gustavo Peña, calciatore e allenatore di calcio messicano (Talpa de Allende, n. 1942 - † 2021)
- Gustavo Pinedo, calciatore boliviano (Coripata, n. 1988)
- Gustavo Mendonça, calciatore portoghese (Amares, n. 2003)
- Gustavo Pinto, ex calciatore argentino (Ciudadela, n. 1979)
- Gustavo Prado, calciatore brasiliano (Rio de Janeiro, n. 2005)
- Gustavo Puerta, calciatore colombiano (La Victoria, n. 2003)
- Gustavo Páez, calciatore venezuelano (Mérida, n. 1990)

## R(4)
- Gustavo Ramírez, calciatore paraguaiano (Yuty, n. 1990)
- Adrián Ramos, calciatore colombiano (Santander de Quilichao, n. 1986)
- Gustavo Restrepo, ex calciatore colombiano (Medellín, n. 1969)
- Gustavo Ribeiro Neves, calciatore brasiliano (Goiânia, n. 2004)

## S(7)
- Gustavo Sangaré, calciatore burkinabé (Bobo-Dioulasso, n. 1996)
- Gustavo Henrique Santos, calciatore brasiliano (Catanduva, n. 1999)
- Gustavo Savoia, ex calciatore argentino (Reconquista, n. 1981)
- Gustavo Scagliarini, calciatore italiano (Roma, n. 1924)
- Gustavo Silva de Oliveira, calciatore brasiliano (n. 2002)
- Gustavo Sotelo, ex calciatore paraguaiano (n. 1968)
- Gustavo de Souza Caiche, ex calciatore brasiliano (Ribeirão Preto, n. 1976)

## T(5)
- Gustavo Mancha, calciatore brasiliano (Oliveira dos Brejinhos, n. 2004)
- Gustavo Teixeira, calciatore portoghese (n. 1908 - † 1987)
- Gustavo Tempone, ex calciatore argentino (Mar del Plata, n. 1971)
- Gustavo Toledo, ex calciatore argentino (Avellaneda, n. 1989)
- Gustavo Torres, calciatore colombiano (La Cumbre, n. 1996)

## V(7)
- Gustavo Varela, ex calciatore uruguaiano (Montevideo, n. 1978)
- Gustavo Vassallo, ex calciatore peruviano (Lambayeque, n. 1978)
- Gustavo Henrique, calciatore brasiliano (San Paolo, n. 1993)
- Gustavo Victoria, ex calciatore colombiano (Armenia, n. 1980)
- Gustavo Viera, calciatore uruguaiano (Montevideo, n. 2000)
- Gustavo Viera, calciatore paraguaiano (Asunción, n. 1995)
- Gustavo Villarruel, calciatore argentino (San Lorenzo, n. 1993)

## Z(2)
- Gustavo Zacchi, calciatore italiano (Milano, n. 1899 - Milano, † 1951)
- Gustavo Zapata, ex calciatore argentino (Saladillo, n. 1967)

## Á(1)
- Gustavo Ávila, ex calciatore panamense (n. 1981)